# Les Agrémens
L'ensemble Les Agrémens est un ensemble instrumental belge fondé en 1995, spécialisé dans le répertoire baroque et classique et adepte de l'interprétation historiquement informée, soit l'interprétation sur instruments anciens (ou copies d'instruments anciens).

## Historique
L'ensemble « Les Agrémens » est un orchestre jouant sur instruments d'époque qui a été créé en 1995 par le Centre de chant choral de la Communauté française de Belgique (ou Centre de chant choral de Namur) pour doter le Chœur de chambre de Namur d'un orchestre de haut niveau adapté à ses productions,,,.
Le nom de l'ensemble provient du Premier livre de pièces de clavecin de François Couperin, dont la cinquième suite (ou « ordre ») contient une pièce intitulée Les Agrémens.
L'ensemble s'est réuni pour la première fois sous la direction de Pierre Cao dans le cadre de « Concerts Haendel » en décembre 1995 : ces premières représentations, dont une retransmise à la télévision belge, ont reçu un accueil très favorable de la part de la critique et du public,,.
Le chef titulaire depuis 2001 en est Guy Van Waas mais, tout comme le Chœur de chambre de Namur, l'ensemble Les Agrémens est régulièrement dirigé par des chefs invités comme Frieder Bernius, Françoise Lasserre, Florian Heyerick, Wieland Kuijken, Jean-Claude Malgoire, Peter Van Heyghen et Jean Tubéry,,,,,,.
L'ensemble « Les Agrémens » travaille également indépendamment du Chœur de chambre de Namur, en donnant des concerts strictement instrumentaux et en participant à des enregistrements non vocaux. Il a ainsi publié chez Ricercar des enregistrements consacrés aux compositeurs wallons qui ont brillé à Paris à la fin du XVIIIe siècle : 
- François-Joseph Gossec (1734 - 1829)
- André Grétry (1741 - 1813)
- Dieudonné-Pascal Pieltain (1754 - 1833)
- Antoine-Frédéric Gresnick (1755 - 1799)

Sous la houlette de Guy Van Waas, « Les Agrémens » remportent l'octave "Musique classique", en collaboration avec le chœur de Chambre de Namur, pour l'enregistrement de "La Mort d'Abel" (1810) de Rodolphe Kreutzer, lors des Octaves de la musique.
L'ensemble bénéficie du soutien de la Fédération Wallonie-Bruxelles, la Loterie Nationale, la Ville de Namur et la Province de Namur.

## Répertoire
Le répertoire de prédilection de l'ensemble « Les Agrémens » couvre l'ensemble des XVIIe et XVIIIe siècles, jusqu'aux symphonies de Beethoven,.

## Discographie
L'ensemble a publié des enregistrements sur les labels Arsis Classics, Ricercar, K617, Musique En Wallonie, Ambronay Éditions, Palazzetto Bru Zane et cpo,, :
- 2000 : Antonio Caldara : Stabat Mater, Magnificat et Missa Dolorosa, par le Chœur de chambre de Namur et Les Agrémens, dir. Wieland Kuijken

- 2001 : François-Joseph Gossec : Symphonies, dir. Guy Van Waas

- 2002 : Johann Christian Bach : Gloria In Excelsis a Quattro Concertata con Sinfonia, par le Chœur de chambre de Namur et Les Agrémens, dir. Wieland Kuijken

- 2003 : André Grétry : Airs & Ballets, dir. Guy Van Waas et Sophie Karthäuser, soprano

- 2004 : François-Joseph Gossec, André Grétry, Dieudonné-Pascal Pieltain et Antoine-Frédéric Gresnick : Concertos & Symphonies concertantes, par Les Agrémens, dir. Guy Van Waas

- 2005 : Marc-Antoine Charpentier : Te Deum - Messe pour plusieurs instruments par le Chœur de chambre de Namur, Les Agrémens et la Fenice, dir. Jean Tubéry

- 2006 : André Grétry, François-Joseph Gossec et François Giroust : Grands Motets pour Louis XVI, par le Chœur de chambre de Namur et Les Agrémens, dir. Jean-Claude Malgoire

- 2007 : Johann Pachelbel : Christ Lag In Todesbanden, par le Chœur de chambre de Namur et Les Agrémens, dir. Jean Tubéry

- 2007 : Johann Sebastian Bach : Weihnachtskantaten, par le Chœur de chambre de Namur et Les Agrémens, dir. Jean Tubéry

- 2007 : Pietro Torri : Le Martyre des Maccabees, par le Chœur de chambre de Namur et Les Agrémens, dir. Jean Tubéry

- 2008 : Joseph Haydn et Joseph Martin Kraus : Haydn à Paris, symphonies de Haydn (45 & 85) et de Kraus (VB143), par Les Agrémens, dir. Guy Van Waas

- 2010 : George Frideric Handel : Judas Maccabaeus, par le Chœur de chambre de Namur et Les Agrémens, dir. Leonardo García-Alarcón

- 2010 : Rodolphe Kreutzer : La Mort d'Abel, par le Chœur de chambre de Namur et Les Agrémens, dir. Guy van Waas

- 2010 : André Grétry : Céphale et Procris, par Les Agrémens, dir. Guy Van Waas

- 2011 : Antonio Vivaldi : Vespro a San Marco, par le Chœur de chambre de Namur et Les Agrémens, dir. Leonardo García-Alarcón

- 2012 : Johann Sebastian Bach : Bach Drama, par le Chœur de chambre de Namur et Les Agrémens, dir. Leonardo García-Alarcón

- 2012 : Antoine Dauvergne : La Vénitienne, par le Chœur de chambre de Namur et Les Agrémens, dir. Guy Van Waas

- 2013 : Marc Antoine Charpentier : Symphonies pour un reposoir - Noëls sur les Instruments - Sonate à huit, par l'ensemble Les Dominos, l'ensemble Les Agrémens et le Chœur de chambre de Namur, dir. Florence Malgoire

- 2013 : François-Joseph Gossec : Thésée, par Les Agrémens et le Chœur de chambre de Namur, dir. Guy Van Waas

- 2014 : André Grétry : La Caravane du Caire, par Les Agrémens, dir. Guy Van Waas

- 2015 : Jean-Philippe Rameau : Le Temple de la Gloire, par Les Agrémens et le Chœur de chambre de Namur, dir. Guy Van Waas

- 2015 : Romantic Heroines from the Revolution to the Empire, par Jennifer Borghi (mezzo-soprano) et Les Agrémens, dir. Guy Van Waas

- 2020 : François-Joseph Gossec : Requiem et La Nativité, par l'ensemble Ex Tempore, Les Agrémens et la Mannheimer Hofkapelle, dir. Florian Heyerick